# Cacio e pepe

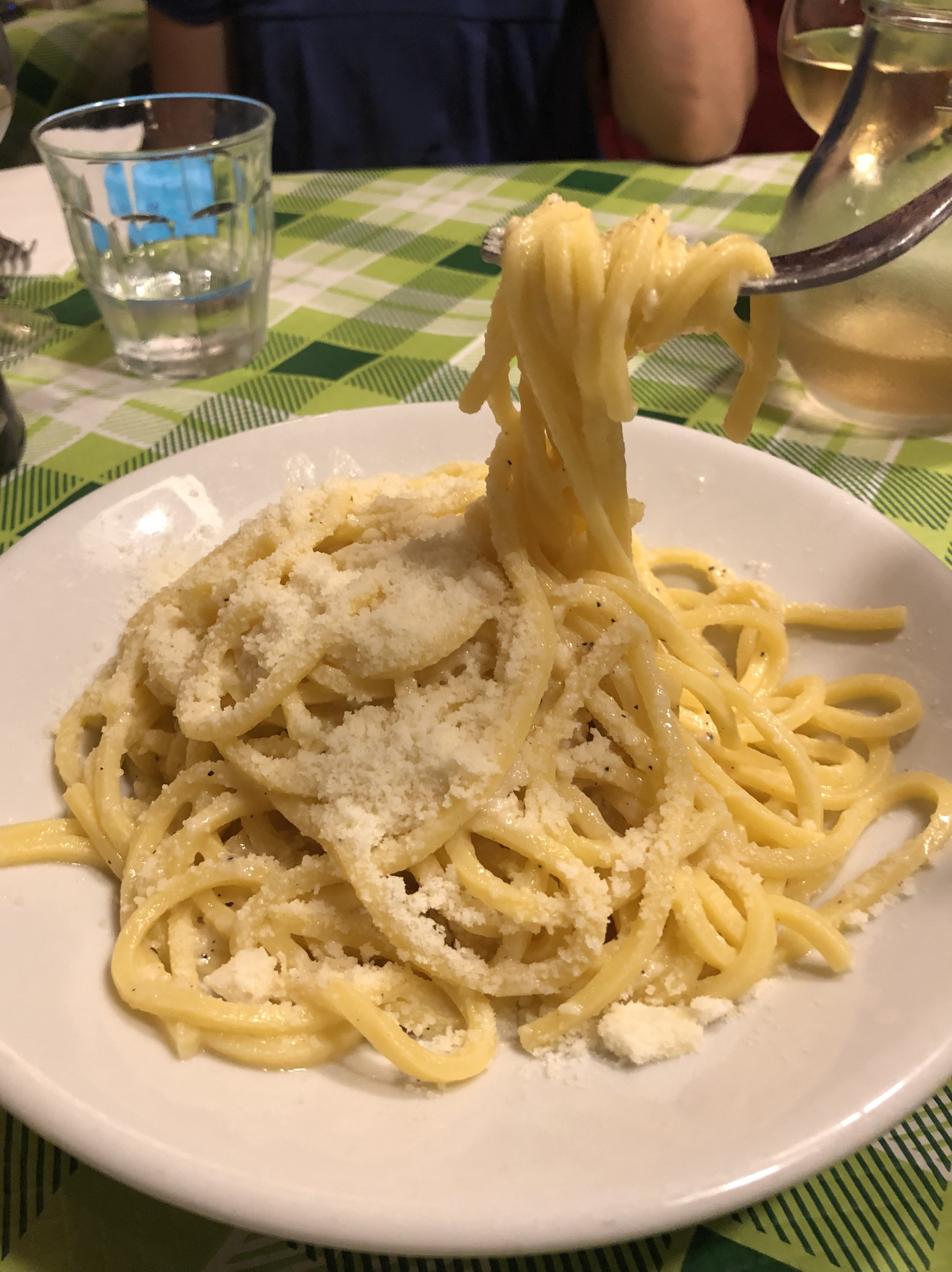
Cacio e pepe

Cacio e pepe je tradiční způsob přípravy italských těstovin, který se řadí do římské kuchyně. Název v překladu doslova znamená sýr a pepř, což jsou prakticky jediné ingredience, které se na těstoviny přidávají. Jde tedy o velmi jednoduchý pokrm.

## Příprava
Stejně jako u jiných těstovinových receptů je základem pro cacio e pepe uvaření těstovin (tradičně tonnarelli, ale hojně jsou používány spaghetti) v horké osolené vodě. Poté se spolu s trochou vody, která byla použita na jejich uvaření, smíchají s jemně nastrouhaným sýrem pecorino a čerstvě namletým pepřem. Voda v kombinaci se sýrem vytvoří omáčku krémové konzistence.

## Původ a historie
Původ tohoto pokrmu je podobný jako například u sugo all'amatriciana. Vařili jej nejprve apeninští pastýři, pro něž to bylo jednoduché jídlo ze surovin, které si mohli vždy nosit při sobě.  Sýr si dokonce vytvářeli sami postupně za svého nomádského putování ze získaného mléka.